# 汉普夏猪

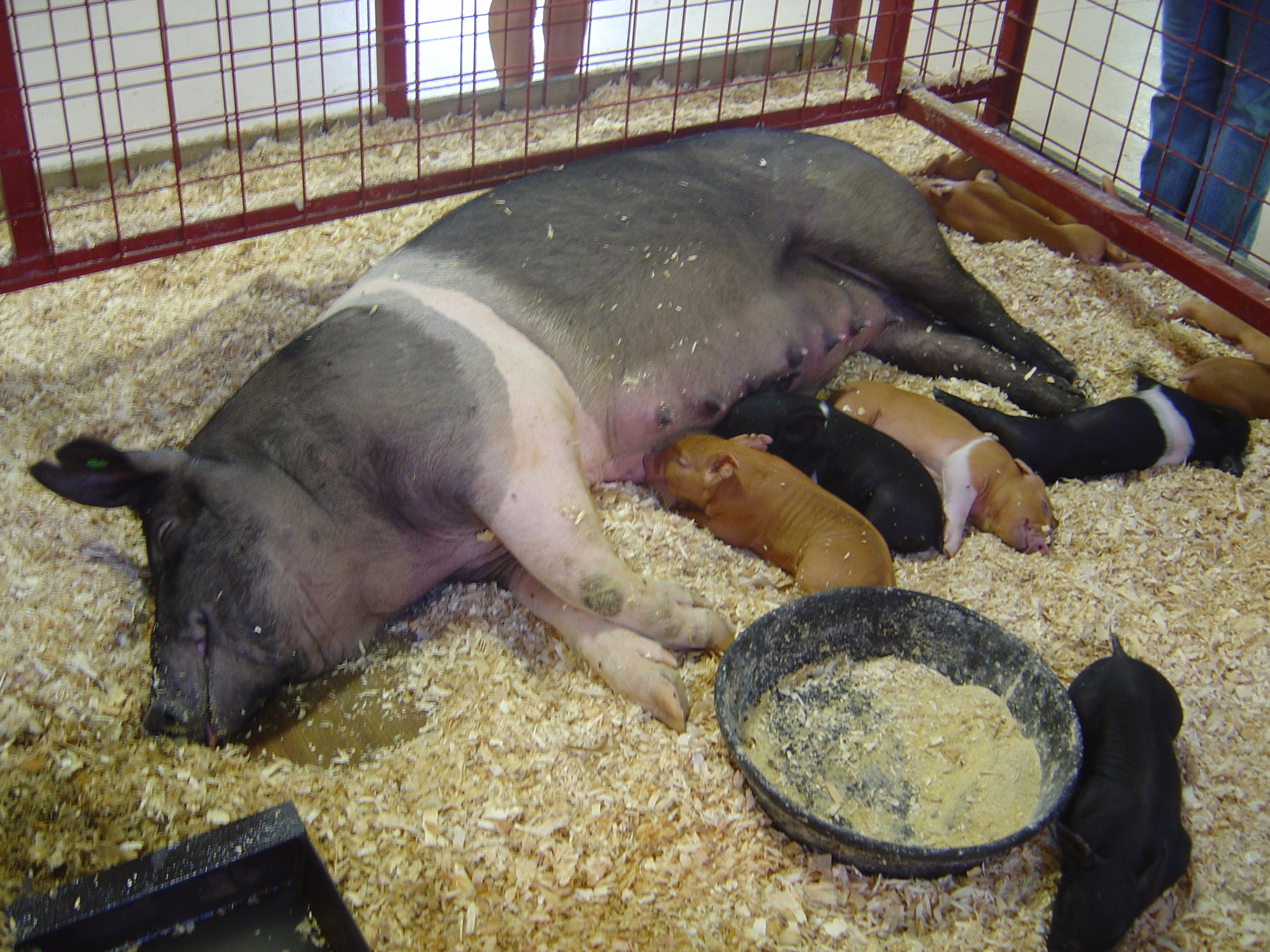
哺乳中的汉普夏猪

汉普夏猪（Hampshire）是猪的品种之一。汉普夏猪可能是目前美国最古老的猪种，并在美国现有记录最多的猪种中排名第三。汉普夏猪以良好的肌肉质量著称。作为肉用动物，汉普夏猪有着极佳的食用品质。作为种猪使用时，汉普夏母猪有着很好的母性，并有较长的使用寿命。
汉普夏猪于1956年引入台湾。

## 品种来源
一般认为汉普夏猪是在1825年－1835年间从英格兰的汉普夏进口到美国的，这也是这一名称的由来。

## 品种特征
全身为黑色，并在肩部和前肢上有一个白色带状区域。另外，汉普夏的耳朵上竖，也是带‘夏’字品种的猪所共有的特征。汉普夏猪比约克夏猪稍短，产仔数也较少。